# Shaucha
Shaucha, sauca, is een religieus of spiritueel filosofisch concept voor lichamelijke reinheid en voor zuiverheid van denken en voelen. Shaucha wordt onder andere beschreven in de Mahabharata (of Bharata), een omvangrijk religieus en filosofisch epos uit India, dat samen met de Ramayana een belangrijke culturele hoeksteen van het hindoeïsme vormt.
Shaucha is verder door Patanjali beschreven in de Yogasoetra's, als een van de vijf delen van Niyama:

40. (a) Sjaucha, lichamelijke reinheid, leidt tot een verminderde behoefte aan contact met anderen.

41. Geestelijke reinheid, controle over de zintuigen, zorgt voor ekâgra (eenpuntige concentratie) en de geschiktheid om het zelf te aanschouwen (âtma darsjana).

## Loutering van lichamen
Het gaat bij sauca om de zuivering of loutering van de kosha's (omhullingen): het fysieke lichaam (annamaya kosha) en de subtielere (ijlere) lichamen van jivatman (Purusa, het individuele bewustzijn). Het jivatman gebruikt die subtielere voertuigen voor de uitdrukking van gedachten en emoties. 

## Middelen
Voeding en drinken dat sattvisch is zuiveren het fysieke lichaam. Door ongewenste gedachten en emoties uit te bannen  en ze voortdurend en standvastig te vervangen door emoties en gedachten van een hoger en subtieler karakter worden de ijlere voertuigen gezuiverd. Voortdurend gebruik van Mantra's en gebeden wordt ook aanbevolen. Daardoor gaan de voertuigen veelvuldig op zeer hoge frequenties trillen en daardoor wordt de instroming van spirituele krachten uit hogere gebieden teweeggebracht.